# Швейцарія на літніх Олімпійських іграх 2024
Швейцарію на літніх Олімпійських іграх 2024 представляли сто двадцять сім спортсменів у вісімнадцятьох видах спорту.

## Медалісти
| Медаль | Ім'я                      | Вид спорту            | Змагання                              | Дата     |
| ------ | ------------------------- | --------------------- | ------------------------------------- | -------- |
| 1      | К'яра Леоне               | Стрільба              | гвинтівка з трьох положень, 50 метрів | 2 серпня |
| 2      | Джулі Деррон              | Тріатлон              | жінки                                 | 31 липня |
| 2      | Стів Герда                | Кінний спорт          | індивідуальний конкур                 | 6 серпня |
| 3      | Одрі Ґонья                | Стрільба              | пневматична гвинтівка, 10 метрів      | 29 липня |
| 3      | Роман Мітюков             | Плавання              | 200 метрів на спині                   | 1 серпня |
| 3      | Роман Руслі Андрін Ґуліх  | Академічне веслування | двійки                                | 2 серпня |
| 3      | Зої Клессенс              | Велоспорт             | BMX-гонки                             | 2 серпня |
| 3      | Таня Гюберлі Ніна Бруннер | Пляжний волейбол      | жіночий турнір                        | 9 серпня |